# Jacques-Joseph Husté
Jacques-Joseph Husté, francoski general, * 1888, † 1967.